# Шкатулка с секретом

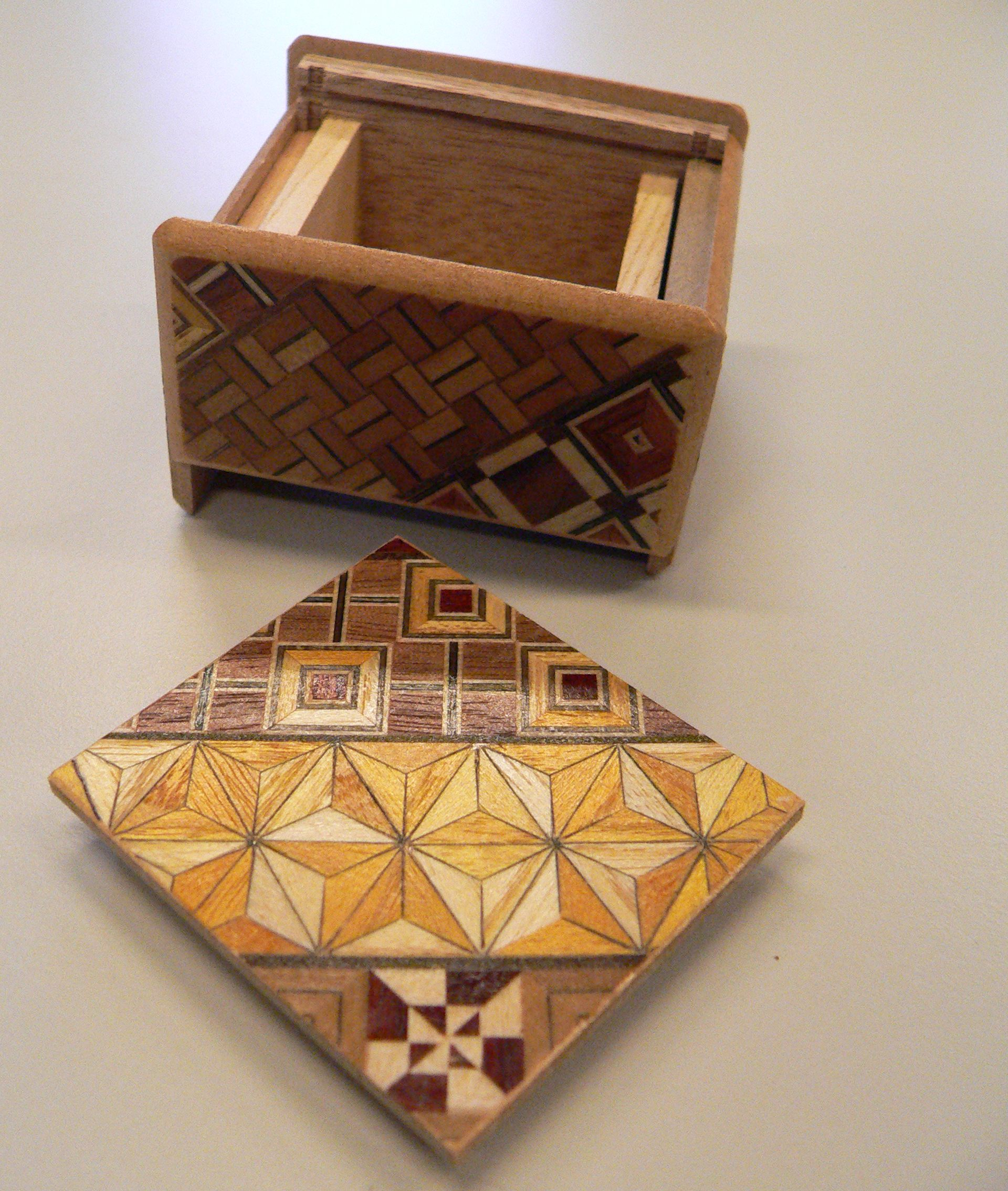
Японская шкатулка с секретом

Шкатулка с секретом — шкатулка-головоломка, которая может быть открыта только после какого-то неочевидного действия или серии манипуляций. Некоторые шкатулки открываются простым одиночным нажатием в нужной области, в то время как для открытия других требуется движение ряда небольших частей. В самых сложных шкатулках нужно сделать более ста ходов. Время и место появления таких изделий определить невозможно, но столяры-мебельщики издавна создавали шкатулки и вещи с секретными ящиками. Популярность таких изделий в Европе пришлась на XVII—XIX века, когда тайниками и секретными ящичками была снабжены почти вся мебель для знатных и богатых людей. Этот же период знаменит работами краснодеревщиков в виде деревянных игрушек и головоломок.
Наиболее известный на сегодня расцвет ремесла по изготовлению шкатулок с секретом (яп. 秘密箱, Himitsu-bako) начался в Японии в период Эдо и был развит в период Мэйдзи. Впервые шкатулки с секретом были упомянуты в журнале, выходившем в 1830—1843 годах. Родиной шкатулок с секретом считаются окрестности посёлка Хаконе на берегах озера Аси. Первоначально они предназначались для хранения бытовых мелочей, а с 1870-х годов стали использоваться для сбережения денег, документов и прочих ценностей. Шкатулки обычно оформлялись мозаикой йосеги.
Отчасти схожими видами головоломок являются головоломки-колючки и головоломки на распутывание.